# Даниленко Анатолій Васильович
Анатолій Васильович Даниленко (нар. 12 квітня 1963, м. Київ) — колишній заступник Генерального прокурора України (до лютого 2015). Генерал-майор міліції.

## Освіта
Має науковий ступінь доктора філософії в галузі права.

## Кар'єра
- 1981–1983 — проходив військову службу в Збройних силах СРСР.
- 1983–1984 — майстер виробничого навчання Київської автомобільної школи ДОСААФ.
- 1984–2001 — служба в органах внутрішніх справ м. Києва.
- 2002–2004 — заступник начальника управління Державної податкової адміністрації України.
- 2005 — заступник начальника Головного управління МВС України в м. Києві.
- 2005–2007 — перший заступник начальника Головного управління МВС України в м. Києві.
- 2007–2008 — радник Міністра внутрішніх справ України.
- 2008–2010 — перший заступник начальника Головного управління МВС України в м. Києві.
- З березня по червень 2014 обіймав посаду керівника служби Першого віце-прем'єр-міністра України.
- 23 червня 2014 призначений заступником Генерального прокурора України — начальником Головного управління кадрів та забезпечення діяльності органів прокуратури та його затверджено членом колегії Генеральної прокуратури України.
- у лютому 2015 звільнений з посади Генеральним прокурором України Віталієм Яремою перед своєю відставкою[1]

## Особисте життя
Одружений. Має двох дітей.

## Нагороди
Заслужений юрист України (21 серпня 2006) — за вагомий особистий внесок у зміцнення обороноздатності і безпеки Української держави, високий професіоналізм у захисті конституційних прав і свобод громадян та з нагоди 15-ї річниці незалежності України

## Критика
В вересні 2014 року журналісти телепроєкту «Наші гроші» з'ясували, що родина Анатолія Даниленка арендувала 140 гектарів водойм поблизу сіл Мала та Велика Солтанівка Васильківського району на Київщині. Ставки вивели із держвласності для більш ефективного використання.
Під час зйомок сюжету журналістка Аліна Стрижак отримала погрози щодо неї та її родини. Це стало першим випадком застосування погроз щодо журналістів «Наших грошей» за увесь час існування проекту.
Голова Верховної Ради Олександр Турчинов з цього приводу, зокрема, заявив: «У розслідуваннях журналістів прозвучали шокуючі факти корупції, які викликають у суспільстві справедливе запитання: чи такою вони бачили Україну після Революції гідності, чи мають право перебувати при владі особи, які зазіхають на державне майно?»
У 2008 році Даниленко став генералом, провернувши формальну операцію з своїм з звільненням і призначенням.